# Henrik Hybertsson

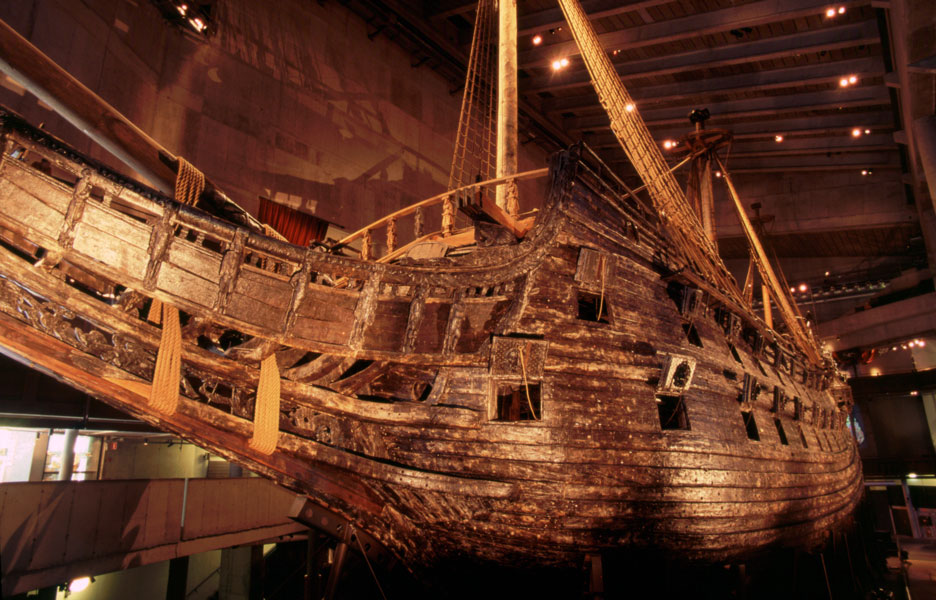
De Vasa, een van de schepen gebouwd door Henrik Hybertsson.

Henrik Hybertsson of Hendrik Hubertsen (onbekend - mei 1627) was een uit Rijswijk (Zuid-Holland) afkomstige Nederlandse scheepsbouwer, die samen met zijn broer Arendt de Groot de leiding had over de scheepswerven in Stockholm aan het begin van de 17e eeuw. Hij is vooral bekend als de bouwer van het oorlogsschip Vasa, dat in 1628 zonk tijdens de proefvaart en in 1961 werd gelicht. Het is te zien in het in 1988 gebouwde Vasamuseum te Stockholm.

## Loopbaan
Hybertsson werd aan het begin van de 17e eeuw ingehuurd door de Zweedse koning Karel IX toen de Zweedse marine snel uitbreidde. Hij werkte in Stockholm tussen 1603 en 1605 en opnieuw tussen 1611 en 1627. Tussentijds werkte hij op diverse werven in het land.
Tijdens de herfst van 1624 kregen admiraal Carl Carlsson Gyllenhielm, viceadmiraal Claes Larsson Fleming en Henrik Hybertsson de opdracht van koning Gustaaf II Adolf om een vijfjarenplan op te stellen voor het onderhoud en de nieuwbouw van de Zweedse marine.
Al in januari 1625 tekende Hybertsson een contract met Gustaaf II Adolf om twee kleinere en twee grote schepen te bouwen, onderhoud te plegen aan de bestaande schepen en de scheepswerf te leiden tot 1629. De Tre Kronor, de eerste van de grote schepen, werd afgebouwd in de herfst van 1625. Meerdere kleine schepen werden gedurende deze tijd gebouwd, maar de bouw van grotere schepen werd stilgelegd door het vele onderhoud dat nodig was door de Dertigjarige Oorlog die uitgevochten werd met Polen.

## Postuum
Het tweede grote schip, Vasa, en het derde, Äpplet, werden pas afgebouwd in 1628 en 1629. Hybertsson was toen al overleden en zijn weduwe Margareta Nilsdotter nam de verantwoordelijkheid over. Zij gold als een bekwame zakenvrouw, maar had geen ervaring met de bouw van schepen. Na een rommelige periode werd daarom Söfring Hansson door de Zweedse koning aangesteld om de leiding te nemen over de werf. In die functie was hij ook de kapitein tijdens de rampzalige proefvaart van de Vasa. Margaretha moest een deel van Hybertssons nalatenschap verkopen om schulden te kunnen betalen. Zij stierf in 1630.    